# Peter Grünberg
Peter Andreas Grünberg (født 18. maj 1939, død 7. april 2018) var en tysk fysiker, der modtog nobelprisen i fysik i 2007 sammen med Albert Fert for sin opdagelse af den kvantemekaniske kæmpemagnetoresistans, som har muliggjort meget større hukommelse på harddiske.